# Museum De Paviljoens
Museum De Paviljoens was van 1994 tot en met 2013 een museum in Almere op het gebied van hedendaagse kunst. Met tentoonstellingen en activiteiten toonde het museum het werk van verschillende kunstenaars. Het museum beheerde De Collectie Almere. Van 1994 tot en met februari 2001 was het bekend als ACHK (Almeers Centrum Hedendaagse Kunst) De Paviljoens en van 1 maart 2001 tot en met 31 augustus 2013 als Museum De Paviljoens. Van 1994 tot en met 1998 was het onderdeel van de afdeling Kunstzaken van de Gemeente Almere en vanaf 1998 was het een verzelfstandigde Stichting onder naam Almeers Centrum Hedendaagse Kunst De Paviljoens. Deze collectie genaamd De Collectie Almere bestond uit kunstwerken van de gemeente Almere en sinds 1998 van de Stichting ACHK De Paviljoens die zowel in het museum als het stadhuis van de gemeente Almere te zien waren en uit monumentale kunstwerken in de openbare ruimte van Almere.

## Historie
Het museum werd in 1994 opgericht door de gemeente Almere en in 1998 verzelfstandigd. Museum De Paviljoens was de opvolger van Aleph, een tentoonstellingsruimte in de kelder van het stadhuis van de gemeente Almere. Het werd gehuisvest in de Aue Paviljoens. Dit gebouw is ontworpen door het architectenbureau Robbrecht & Daem als tijdelijke tentoonstellingsruimte voor de Documenta IX van 1992 in het Duitse Kassel en werd in 1994 door de gemeente Almere gekocht en geplaatst op de Kavel 2F7 aan de Odeonstraat in de Filmwijk.
Museum De Paviljoens ontving in 2005 de AICA-oorkonde. In 2010 en 2011 werd Museum De Paviljoens door het publiekstijdschrift Kunstbeeld geselecteerd in de top 10 Beste Nederlandse musea voor hedendaagse kunst.
In de zomer van 2013 werd het museum gesloten. De Aue Paviljoens werden gekocht door ontwikkelaar en belegger Schipper Bosch en verplaatst naar het bedrijventerrein De Nieuwe Stad in Amersfoort.
Van 1998 tot 2001 was Lia Gieling de artistiek en zakelijk directeur van de verzelfstandigde stichting ACHK-De Paviljoens. De artistiek en zakelijk directeur van Museum De Paviljoens was van 2001 tot de sluiting in 2013 kunsthistoricus Macha Roesink.

## Collectie
De organisatie droeg zorg voor de gemeentelijke kunstcollectie De Collectie Almere. Deze collectie bestond onder meer uit werken van Armando, Job Koelewijn, Yael Bartana, Bik Van der Pol, Tom Claassen, Gabriel Lester, Barbara Visser, Germaine Kruip, Carsten Höller en Remy Jungerman.
Het museum beheerde twee landschapskunstwerken in de provincie Flevoland die tot De Collectie Almere behoren; De Groene Kathedraal (1978-1996) van Marinus Boezem en Polderland Garden of Love and Fire (1992-1997) van Daniel Libeskind. Onder het beheer vielen ook beelden in de openbare ruimte zoals van Pjotr Müller.
Daarnaast bestond de collectie landschapskunstwerken uit:
- Robert Morris - Observatorium (1971-1977) in Lelystad
- Piet Slegers - Aardzee (1982) tussen Zeewolde en Lelystad
- Richard Serra - Sea Level (1989-1996) in Zeewolde
- Antony Gormley - Exposure (2010) in Lelystad

## Tentoonstellingen Museum De Paviljoens 2001-2013 (selectie)
- 2001 - Love and Happiness. Bik Van der Pol (curatoren Lia Gieling, Macha Roesink en Martine Spanjers)

- 2001 - In verzekerde bewaring. Openbaar depot De Collectie Almere. Heleen Dijkman en Francy van den Heuvel (curator Lia Gieling)
- 2001 - (On)voltooide beelden: 25 jaar kunst in de openbare ruimte in Almere, De Collectie Almere met Atelier van Lieshout, Anne Mieke Backer, Marinus Boezem, Leo Copers, Sigurdur Gudmundsson, Kazuo Katase, Hans Koetsier, Cyril Lixenberg, Maarten Manson, Pjotr Müller, Jan van Munster, Cornelius Rogge, Steef Roodhaan, Jan Snoeck, Marc Ruygrok, David vandekop, Henk Visch et al.
- 2001 - Natuurlijke verwantschappen II. Uitzicht. Pjotr Müller. (curatoren Lia Gieling en Martine Spanjers)
- 2001 - Sieraden, de keuze van Almere in samenwerking met Stichting Stadshart Almere en Galerie Marzee, fotografie Paul Huf.
- 2001 - Een Bonte Verzameling, De Collectie Almere met Tiong Ang, Marinus Boezem, Tom Classen, Remy Jongeman, Mariuz Kruk, Annaleen Louwes, Shirin Neshat, Ali M'roivili, Elisabeth Stienstra, Edwin Zwakman (cat)
- 2002 - Nonlinear Editing met Yael Bartana, Jasper van den Brink, Julião Sarmento / Atom Egoyam, Joes Koppers & Susann Lekås, Nicky Zwaan (curator Macha Roesink)
- 2002 - Ceci n'est pas une architecture, De Collectie Almere met Bik Van der Pol, Sabine Bitter & Helmut Weber, Marinus Boezem, Jan de Cock, goodwill, Marin Kasimir, Krijn de Koning, Daniel Libeskind Rudy J. Luijyters, Paul Robbrecht & Hilde Daem, Schie 2.0, Moniek Toebosch, Ben Zegers, Nicky Zwaan
- 2002 - It's Unfair met Kai Althoff, Henry Bond, Angela Bulloch, John Currin, Tracey Emin , Anya Gallacio, Liam Gillick, Dominique Gonzalez-Foerster, Lothar Hempel, Herbert Hamak, Damien Hirst, Carsten Höller, Lidy Jacobs, Michael Joo, Kalaman, Karen Kilimnik, Renée Kool, Daniëlle Kwaaitaal, Inez van Lamsweerde, Sean Landers, Klaar van der Lippe, Raimund von Luckwald, Aernout Mik, Raymond Pettibon, Philippe Parreneo, Jack Pierson, Paul de Reus, Jason Rhoades, Julie Roberts, Allen Ruppersberg, Sam Samore, Lily van der Stokker, Berend Strik, Wolfgang Tillman, Gavin Turk, Barbara Visser, C.A.Wertheim Joe Zucker (curator Macha Roesink)
- 2003 - Black My Story met Jimmie Durham, Remy Jungerman, Samson Kambalu, Shirana Shahbazi, Chikako Watanabe (curator Macha Roesink en Martine Spanjers)(cat)
- 2003 - Laatste Aanwinst: het proces van verzamelen, De Collectie Almere met Tiong Ang, Christiaan Bastiaans, Guillaume Bijl, John Blak, Neville Black, Justus Bottenheft, Frederique Braakman, Marcel van Campen, Tom Claassen, Jan de Cock, goodwill, Joost Grootens, Arno van der Mark, Jan Roeland, Schie 2.0, Berend Strik, Peter Zegveld, Edwin Zwakman
- 2003 - MAPPA: Yael Davids 1994-2003 (curator Macha Roesink)
- 2004 - Situaties / Laboratorium Flevoland met Joke Robaard, Yeb Wiersma & Vanessa Hudig, Saskia Janssen, Annaleen Louwes, wwwdavidstill.org (curator Macha Roesink)
- 2004 - Situaties / Laboratorium Flevoland Masterplan: Will Alsop
- 2004 - Meesterproef. Sara Blokland, Stefan Schöning, ZECC Architecten (Marnix van der Meer) in samenwerking met CasLA architectuurcentrum.
- 2004 - Methods of Investigation: Exquisite Enclave. Jouke Kleerebezem (curatoren Macha Roesink en Martine Spanjers)
- 2004 - Methods of Investigation: 4. Invalidaty of hermeneutic. et al. (gastcurator Mark Kremer)
- 2004 - Methods of investigation. Alon Levin (curator Macha Roesink)
- 2004 - People can only deal with the fantasy when they are ready for it. Job Koelewijn 1992-2004 (curator Macha Roesink)
- 2005 - Le Peintre de la Vie Moderne met Yesim Akdeniz Graf, Tjebbe Beekman, Ina Bierstadt, Angelina Gualdoni, Sven Kroner, Stefan Kürten, Ulf Puder, Sophia Schama, Peter Stoffel, Arjan van Helmond (curator Macha Roesink)
- 2006 - Vertaalde werken/ Translated Works. Barbara Visser 1990-2006 (curatoren Macha Roesink en Martine Spanjers)
- 2007 - At Random? Netwerken en kruisbestuivingen. Nathalie Bruys, Jeanne van Heeswijk, KKEP / bliin, LUST, Luna Maurer & Jonathan Puckey (curator Macha Roesink
- 2008 - Teamwork met Ketter & Co, Bureau Venhuizen en Artgineering
- 2009 - Meshac Gaba: Museum of Contemporary African Art & More in samenwerking met Kunsthalle Fridericianum, Kassel en Centro Atlántico de Arte Modern, Las Palmas de Gran Canaria (cat) Het Museum of Contemporary African Art van Meshac Gaba  is uiteindelijk aangekocht door Tate Modern in Londen in 2013.
- 2010 - Germaine Kruip: Only the Title Remains. (curatoren Annick Kleizen en Macha Roesink)
- 2010 - De Nederlandse identiteit? Marien Schouten, Job Koelewijn, David Jablonowski et al  (curator Macha Roesink)
- 2010 - De Nederlandse identiteit? Moniek Toebosch, Alicia Framis, Gabriel Lester, Jennifer Tee et al. (curatoren Anick Kleizen en Macha Roesink)
- 2011 - Suchan Kinoshita. Het verkeerde moment op de juiste plaats. (curatoren Annick Kleizen en Macha Roesink)
- 2011 - De Nederlandse identiteit? De Kracht van Heden. met oa Jan Rothuizen, Aernout Mik, Rineke Dijkstra, Sarah van Sonsbeeck, Guido van de Werve et al (curatoren Annick Kleizen en Macha Roesink)
- 2012 - De Nederlandse identiteit. Half suiker, half zand met Tiong Ang, Gijs Assmann, Pedro Bakker, Jasper de Beijer, Paul Beumer, Gilles de Brock, Nik Christensen, Hans Citroen, Amie Dicke, Jan Dietvorst, Gilbert v an Drunen, Uta Eisenreich, Hadassah Emmerich, Daan van Golden, Kaleb de Groot, Maja van Hall, Toine Horvers, Simonka de Jong, Hamid El Kanbouhi, Iris Kensmil, Natasja Kensmil, Johan van der Keuken, Friso Keuris, Rob van Koningsbruggen, Marijn van Kreij, Otobong Nkanga, Ronald Ophuis, Oksano Pasaiko, Wim T. Schippers & Willem de Ridder, Charlotte Schleiffert, Henk Wildschut , Zijlmans & Jongenelis (gastcurator Hanne Hagenaars oud hoofdredacteur en oprichter van mister Motley) (cat)
- 2012 - It's an Ongoing Process: Ontwerpers voor de Paviljoens 2001-2012 Met ontwerpen van Will Holder, Alon Levin, Corne Datema, Laurenz Brunner, Hansje van Halem, LUST, Coppens Alberts et al
- 2013 - Martin Creed, Work No. 1562. Half the Air in a Given Space, (curator Macha Roesink)

## Pers (selectie) It's An Ongoing Process
- 2002 Dagblad van Almere, 25 april 2002 " De expositie Nonlinear Editing in De Paviljoens is er een om nooit te vergeten."
- 2002 Minka Bos, 'Non Linear Editing', Tubelight 21, mei/juni 2002 "Macha Roesink laat zien dat pretparktechnieken niet nodig zijn om een goede en enerverende tentoonstelling neer te zetten. De selectie van een paar interessante werken in combinatie met een nauwkeurig uitgedachte presentatie blijkt voldoende stof voor urenlang vermaak."
- 2002 Lucette ter Borg, 'Ständehaus in Düsseldorf herbergt 21ste-eeuwse kunst. Museum van de toekomst', De Volkskrant, 8 mei 2002 "In navolging van Londen, Basel en New York heeft nu ook Düsseldorf een apart museum voor hedendaagse kunst. K21, in het voormalige parlementsgebouw, moet 'een geloofwaardige plaats' worden. Maar waar is dec webkunstenaar, waar zijn de performances? Dit is toch weer kunst voor sokkel en spijker. In Almere doen ze dat beter." [...] "Nonlinear Editing is een voorbeeldig ingerichte tentoonstelling met vijf (video) installaties van hoog niveau. Zo moet het, zo kan het."
- 2002 R.P. 'De kritische Keuze', Vrij Nederland, 30 maart 2002 "Dat het ook beter kan met videokunst laat de eerste tentoonstelling zien van de nieuwe directeur van De Paviljoens in Almere, Macha Roesink. Roesink koos voor vijf jonge , relatief onbekende kunstenaars. Het werk dat het merendeel van hen laat zien is ronduit een verademing. Het wijst er bovendien op dat video wel degelijk zijn plaats binnen de beeldende kunst verdiend heeft.'
- 2012 Marina de Vries 'Half suiker, half zand.' **** "Van alle onderwerpen uit de canon slaan oorlog en de multiculturele diaspora nog altijd de diepste littekens in een mensenleven, blijkt zowel uit het blad als uit de tentoonstelling. De tentoonstelling overlapt voor een deel met het tijdschrift, maar volgt daarbij haar eigen logica. Losjes associatief staan de werken bij elkaar, niet als commentaar bij de canon, maar als caleidoscopische beeld van de Nederlandse identiteit, waartoe allang Turkse, Marokkaanse , Indonesische en Surinaamse mensen en kunstenaars horen. Collages, installaties en schilderijen tonen hun verhalen en hun blik, die soms radicaal anders is, zoals de door Nederlandse kolonisten uitgemolken Javaanse boer van Natasja Kensmil."